# Liberaal Constitutionalistische Partij (Mexico)
De Liberaal Constitutionalistische Partij (Spaans: Partido Liberal Constitucionalista, PLC) was een Mexicaanse politieke partij.
De partij werd opgericht in 1916, tijdens de Mexicaanse Revolutie door president Venustiano Carranza en Benjamín G. Hill. De meeste revolutionairen sloten zich aan bij de PLC en de partij diende als verhikel voor Carranza tijdens de presidentsverkiezingen van 1917, de eerste onder de nieuwe grondwet. Carranza won de verkiezingen, en de partij werd ook het grootste in het Congres van de Unie. Na de omverwerping en dood van Carranza steunde de PLC de nieuwe president Álvaro Obregón. Gaandeweg kwam de PLC echter in oppositie tegen Obregón, die zij te autoritair vond. De partij voerde een campagne voor democratisering, een scherpere scheiding der machten en decentralisatie. In 1924 steunde de partij de presidentskandidatuur van Ángel Flores, die 15,85% van de stemmen haalde. De Mexicaanse regering slaagde erin de PLC mondood te maken, waardoor de partij verdween.

## Presidentskandidaten
- 1917: Venustiano Carranza
- 1920: Álvaro Obregón
- 1924: Ángel Flores

PAN · PRI · PVEM · PT · MC · Morena